# 2833 Radiscsev
A 2833 Radiscsev (ideiglenes jelöléssel 1978 PC4) a Naprendszer kisbolygóövében található aszteroida. Ljudmila Ivanovna Csernih,  Nyikolaj Sztyepanovics Csernih fedezte fel 1978. augusztus 9-én.